# Jerramungup Shire
Jerramungup Shire är en kommun i Western Australia, Australien. Kommunen, som är belägen 440 kilometer sydost om Perth, i regionen Great Southern, har en yta på 6 507 kvadratkilometer, och en folkmängd på 1 055 enligt 2011 års folkräkning. Huvudort är Jerramungup.